# WebERP
O webERP é um sistema ERP de código aberto para Pequenas e Médias Empresas (PME). 
A aplicação e os fontes são fornecidos com base na GNU General Public License. 

## Funcionalidades
- Vendas(Pedidos)
- Contas a Receber
- Análise de Vendas definida pelo usuário
- Ordem de Compras
- Contas a Pagar
- Gerenciamento de Inventário
- Contabilidade
- Manufatura

Multi-língua, Multi-moeda, suporte a sistemas complexos de impostos. Multiple inventory locations with serial number and lot tracking facilities. Contabilidade de dupla entrada. Flexible pricing on inventory items. Matriz de Descontos, Shipment costing. Relatórios em PDF enviáveis por email. HTML rápido criado por PHP para qualquer navegador.  Multi-level Bills of Material. Sales orders support assemblies and kit-sets.

## Arquitetura
O webERP é uma aplicação LAMP baseada em Web com os seguintes objetivos:
- Uma interface HTTP/S leve própria para conexões de internet rápidas e lentas.
- Pequeno ou nenhum uso de Java ou JavaScript.
- Forte segurança e integridade de dados por banco de dados tipo InnoDB, com histórico completo de todas as transações.

## Idiomas
O webERP foi traduzido do inglês para os seguintes idiomas:
- Alemão
- Chinês
- Espanhol
- Espanhol (América do Sul)
- Espanhol (Mexicano)
- Espanhol (Venezuela)
- Indonésio
- Polonês
- Português (Brasil)
- Português (Portugal)
- Russo
- Sueco
- Turco

## Suporte a Banco de Dados
MySQL, em Julho de 2007, suporte a postgreSQL foi descontinuado para versões futuras.

## Status
A última vesão é a 3.10, lançada em Fevereiro de 2009.  Esta versão inclui:
- Manufacturing work orders with auto or manual issue of materials to works orders
- User definable properties by inventory category
- Hierarchical general ledger account groupings
- Option to prohibit transactions that would take inventory quantity negative
- Reference to customer purchase order by line - previously only the whole order could be referenced
- Customer delivery date by line - previously only delivery date for the whole order
- General Ledger budget entry screen added - previously had to be imported manually

A base de código tem sido estável por alguns anos.
Versões CVS estão ainda em desenvolvimento ativo. Os desenvolvedores dão consultoria pela mailing list de desenvolvedores do WebERP.

## Ligações Externas
- Sourceforge Project site
- WebERP

webERP originou várias ramificações:
- Open Accounting
- Front Accounting
- edgeERP